# Rote Armee Fraktion
(Die Rote Armee aufbauen!, manifesto scritto da Gudrun Ensslin o Ulrike Meinhof, cofondatrici della RAF, pubblicato su Agit 883)
La Rote Armee Fraktion ("Frazione dell'Armata Rossa"), abbreviata in RAF e nelle prime fasi conosciuta comunemente come Banda Baader-Meinhof, è stata uno dei gruppi terroristici di estrema sinistra più importanti e violenti nel periodo successivo alla seconda guerra mondiale. Fondata il 14 maggio 1970 da Andreas Baader, Ulrike Meinhof, Gudrun Ensslin e Horst Mahler, fu attiva fino al 1993 e formalmente disciolta nel 1998.
La Rote Armee Fraktion fu responsabile di numerose operazioni terroristiche, specialmente nell'autunno del 1977, che portarono a una crisi nazionale conosciuta con il nome di "autunno tedesco". Ha ucciso 33 persone tra figure di spicco in campo politico ed economico, rispettivi autisti e guardie del corpo, poliziotti, agenti di dogana e soldati statunitensi; inoltre ha sequestrato e ucciso Hanns-Martin Schleyer, preso persone in ostaggio in diverse occasioni e commesso rapine in banca ed attentati esplosivi con oltre 200 feriti. Dall'altra parte, sono morti 24 membri e simpatizzanti della RAF per mano della polizia e dei servizi segreti tedeschi, suicidio o sciopero della fame. Anche se più conosciuta, la RAF condusse meno attacchi terroristici rispetto alle Revolutionäre Zellen (RZ), formazione che fu responsabile di 296 attentati fra il 1973 e il 1995.
La RAF descriveva sé stessa come un gruppo di "guerriglia urbana" comunista e anti-imperialista, sul modello dei tupamaros uruguaiani, impegnato nella resistenza armata contro quello che loro definivano uno "stato fascista" e nella rivoluzione proletaria. Perciò, i membri della RAF, quando scrivevano in inglese, generalmente usavano il termine marxista-leninista "Fazione".
Si sono evidenziate 3 fasi storiche nell'organizzazione: la "prima generazione" di Baader e dei suoi sodali; la "seconda generazione" della RAF, che cominciò a metà anni settanta e fu caratterizzata dall'ingresso nel gruppo di elementi dell'SPK (Collettivo Socialista dei Pazienti); infine la "terza generazione" degli anni ottanta e novanta.
Il 20 aprile 1998, una lettera dattiloscritta di otto pagine in tedesco firmata RAF (e con il caratteristico simbolo della pistola mitragliatrice Heckler & Koch MP5 sopra una stella rossa) fu inviata via fax all'agenzia di stampa Reuters, dichiarando lo scioglimento del gruppo.

## Nome e sua origine
Il gruppo ha sempre avuto il nome di Rote Armee Fraktion. Il nome "Banda Baader-Meinhof" o "Gruppo Baader-Meinhof" fu usato per la prima volta dai media, per cui l'organizzazione fu conosciuta dal pubblico semplicemente come Baader-Meinhof, almeno fino alla morte di Baader nel 1977. La RAF non ha mai usato questi termini alternativi. Anche se la Meinhof non è mai stata una leader della RAF, il suo coinvolgimento nell'evasione di Baader del 1970 e il suo status di giornalista ha fatto sì che il suo cognome fosse usato giornalisticamente per identificare il gruppo terroristico.
Il nome Rote Armee Fraktion ("Frazione Armata Rossa"), adottato nel 1971, sarebbe stato ispirato dall'Armata Rossa Giapponese, un gruppo paramilitare di sinistra giapponese, o, secondo alcune versioni, dall'Armata Rossa dell'esercito sovietico, da cui avrebbe preso anche il suo emblema (la stella rossa).
Anche se il nome dell'organizzazione viene spesso tradotto come "Fazione Armata Rossa", in tedesco è Fraktion ("frazione"), termine comunemente usato per indicare la connessione che hanno lasciato le organizzazioni partecipanti alla lotta globale del marxismo. Tuttavia, i fondatori del gruppo non volevano che la RAF apparisse come un gruppo scissionista, ma piuttosto un'embrionale unità militante in parte organica a un più ampio movimento comunista dei lavoratori.

## Il contesto storico
(The Urban Guerrilla Concept, Ulrike Meinhof, cofondatrice della RAF, aprile 1971)

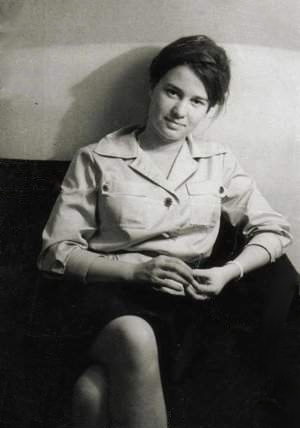
Ulrike Meinhof in un'immagine del 1964, quando esercitava la professione di giornalista

Le origini del gruppo risalgono al movimento studentesco di protesta in Germania Ovest. Sul finire degli anni sessanta, gli stati industrializzati subirono sconvolgimenti sociali legati alla maturazione degli individui nati durante l'esplosione demografica che caratterizzò gli anni seguenti la seconda guerra mondiale, la guerra fredda e la fine del colonialismo. Nuovi problemi e tematiche come la lotta al razzismo, l'emancipazione delle donne e l'anti-imperialismo erano i cavalli di battaglia della politica social-comunista. Molti giovani del periodo si sentivano alienati sia dall'educazione impartita loro in famiglia, sia dalle istituzioni statali. L'eredità storica del nazismo creò un solco tra le due generazioni e un crescente senso di sospetto e sfiducia nei confronti delle strutture autoritarie della società.
Nella Germania Ovest aleggiava un sentimento di rabbia e frustrazione tra i giovani di sinistra a causa del fallimento della de-nazificazione del Paese, sia sul versante occidentale sia su quello orientale. Il Partito Comunista di Germania era stato ufficialmente messo fuori legge nel 1956. Spesso senza neanche essere stati eletti, alcuni ex membri del Partito nazista occupavano posti di governo che arrivavano fino ai livelli dell'amministrazione locale. Konrad Adenauer, il primo cancelliere della Repubblica Federale Tedesca, annoverava nel suo staff persino l'uomo che era stato segretario della cancelleria nazista, Hans Globke.
Nel 1966 i due principali partiti della Germania Ovest, SPD e CDU, formarono la prima grande coalizione di governo con Kurt Georg Kiesinger come cancelliere. Con il 95% del Bundestag controllato dalla coalizione, fu costituita un'opposizione extra-parlamentare l'Außerparlamentarische Opposition (APO) al fine di generare un movimento di protesta e di attivismo politico al di fuori del governo.
I media erano accusati dalle forze comuniste di essere apertamente di parte in quanto di proprietà e sotto il controllo di conservatori come Axel Springer, il quale si opponeva sistematicamente al radicalismo studentesco. La fine degli anni sessanta vide la nascita della grande coalizione tra i due principali partiti, SPD e CDU, con un ex membro del partito nazista, Kurt Georg Kiesinger, come cancelliere. Ciò fu causa di vibrate proteste da parte degli esponenti della sinistra, i quali interpretarono questa alleanza politica direttamente come una collusione fra i capitalisti e i socialdemocratici del SPD. Nel 1972 fu approvata una legge, la Berufsverbot, che di fatto vietava ai radicali, o a coloro che erano accusati di "discutibile" persuasione politica, di accedere ai posti di lavoro nella pubblica amministrazione e a molti impieghi privati collegati. Vedendo diversi ex (reali e presunti) membri del Partito nazionalsocialista a occupare incarichi più o meno importanti nel governo e nell'economia, i giovani comunisti vedevano in ciò un fallimento del processo di de-nazificazione del Paese guidato dalle truppe statunitensi e sovietiche dopo il 1945. Alcuni usarono la presunta associazione della società con il nazismo come argomento contro qualsiasi approccio pacifico:
(Gudrun Ensslin, parlando dopo la morte di Benno Ohnesorg)
I radical-comunisti erano, come molti nella "nuova sinistra", influenzati da:
- L'evoluzione sociologica, la pressione interna del sistema educativo dentro e fuori Europa e Stati Uniti d'America insieme con le basi dei movimenti contro-culturali.
- Gli scritti di Mao Zedong adattati alle condizioni dell'Europa occidentale.
- Gli scritti post-guerra sulla società di classe e sull'impero, nonché la critica contemporanea di molti rivoluzionari marxisti come Frantz Fanon, Ho Chi Minh e Che Guevara e le prime forme di autonomismo.
- Filosofi associati alla Scuola di Francoforte (Jürgen Habermas, Herbert Marcuse e Oskar Negt in particolare[20]) e alla filosofia marxista[21].

La cofondatrice della RAF Ulrike Meinhof aveva alle spalle una lunga storia nel Partito Comunista di Germania. Holger Klaus Meins aveva studiato cinema ed era un veterano della rivolta di Berlino; il suo primo cortometraggio, Come produrre una bomba Molotov, era stato visto da un pubblico vasto. Jan-Carl Raspe visse nella Kommune 2, Horst Mahler era un affermato avvocato ma al centro della rivolta anti-Springer fin dall'inizio. Nelle loro esperienze personali e nelle valutazioni della situazione socio-economica furono poi influenzati più specificamente dalle teorie leniniste e maoiste. Anche se si definivano marxisti-leninisti, avevano di fatto aggiunto e aggiornato questa tradizione ideologica. Una contemporanea critica della visione di stato della Rote Armee Fraktion, pubblicata in un'edizione clandestina da Le Monde Diplomatique, coniava il termine "stato feticista", causato da un ossessivo travisamento ideologico delle dinamiche borghesi e dalla natura e dal ruolo dello Stato nelle società durante la fase successiva alla seconda guerra mondiale, tra cui la Germania Ovest. Anche la distruzione delle proprietà private nel corso della rivolta di Watts negli Stati Uniti d'America, accaduta nel 1965, influenzò l'approccio pratico e ideologico dei fondatori della RAF.
Fondamentali furono anche gli scritti di Antonio Gramsci e Herbert Marcuse. Gramsci scrisse dei conflitti culturali, ideologici e di potere nella società e nelle istituzioni, Marcuse sulla coercizione e l'egemonia dell'indottrinamento culturale e la manipolazione ideologica attraverso i mezzi di comunicazione ("tolleranza repressiva") che venivano di fatto impiegate con forza bruta nelle moderne "democrazie liberali". Il suo Uomo a una dimensione era indirizzato agli studenti degli anni sessanta. Marcuse sosteneva che solamente gli studenti, i poveri e gli operai potevano resistere efficacemente al sistema. Sia Gramsci sia Marcuse giunsero alla conclusione che l'analisi delle basi ideologiche e della "sovrastruttura" della società fosse di vitale importanza per la comprensione del controllo di classe che veniva operato. Ciò potrebbe essere visto come un'estensione del lavoro di Karl Marx dal momento che nelle sue opere non analizzò mai dettagliatamente quest'area. Il Capitale era uno scritto principalmente economico che intendeva essere il primo di una serie di libri a cui sarebbe poi seguito uno sulla società e uno sullo Stato. La morte impedì a Marx di portare a termine tale progetto.

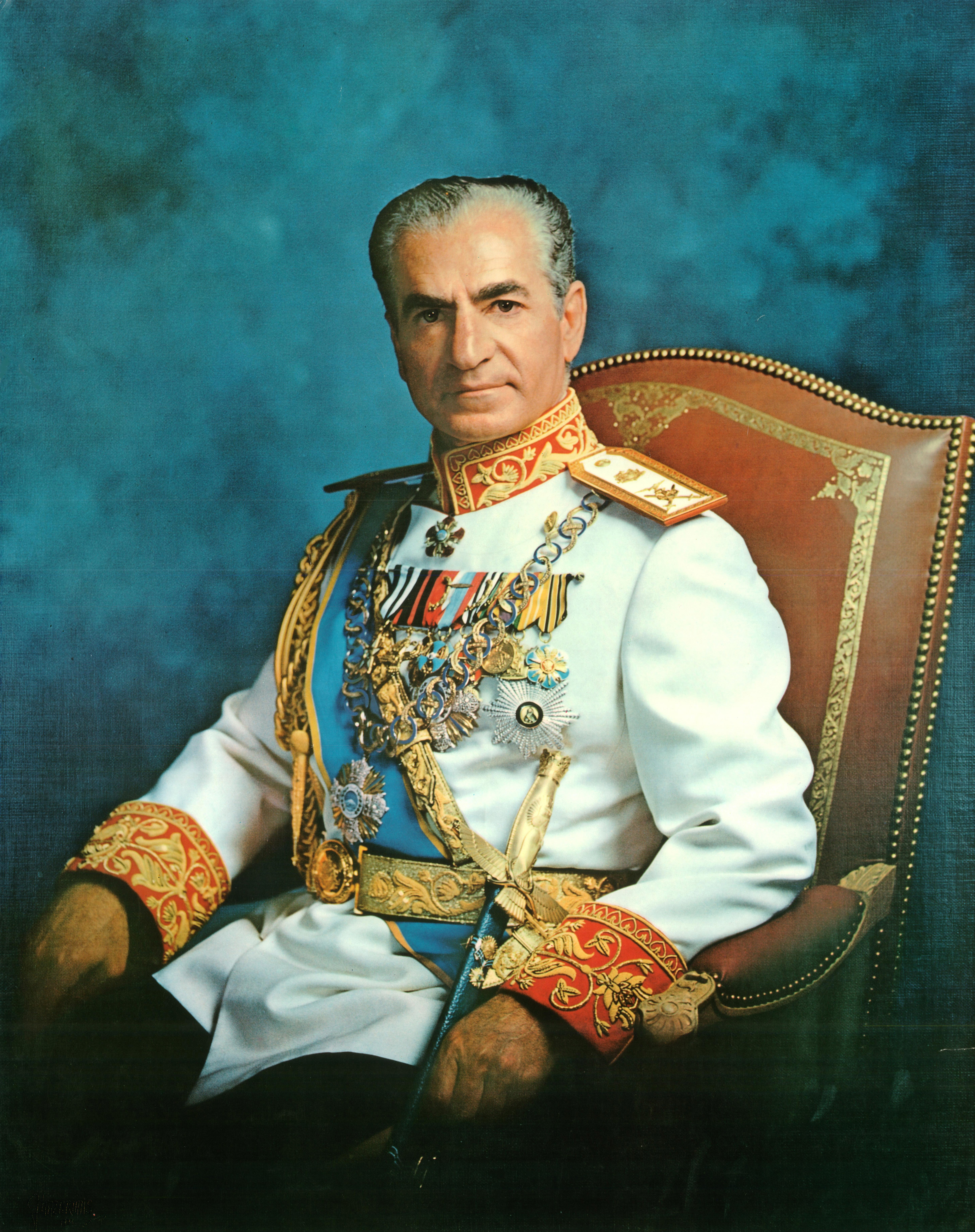
Lo scià di Persia Mohammad Reza Pahlavi. La sua visita a Berlino Ovest scatenò vari scontri tra la popolazione.

Molti dei comunisti ritennero che i legislatori del governo continuassero a praticare politiche autoritarie e che l'apparente condiscendenza del popolo fosse una continuazione dell'indottrinamento sociale di cui i nazisti erano stati pionieri (Volksgemeinschaft). In quegli anni la Repubblica Federale Tedesca esportava armi alle dittature africane in sostegno alla guerra nel Sud-Est asiatico e, con l'ausilio degli Stati Uniti, organizzava la ri-militarizzazione della Germania contro le nazioni del Patto di Varsavia, in chiave atlantista e filo-israeliana.

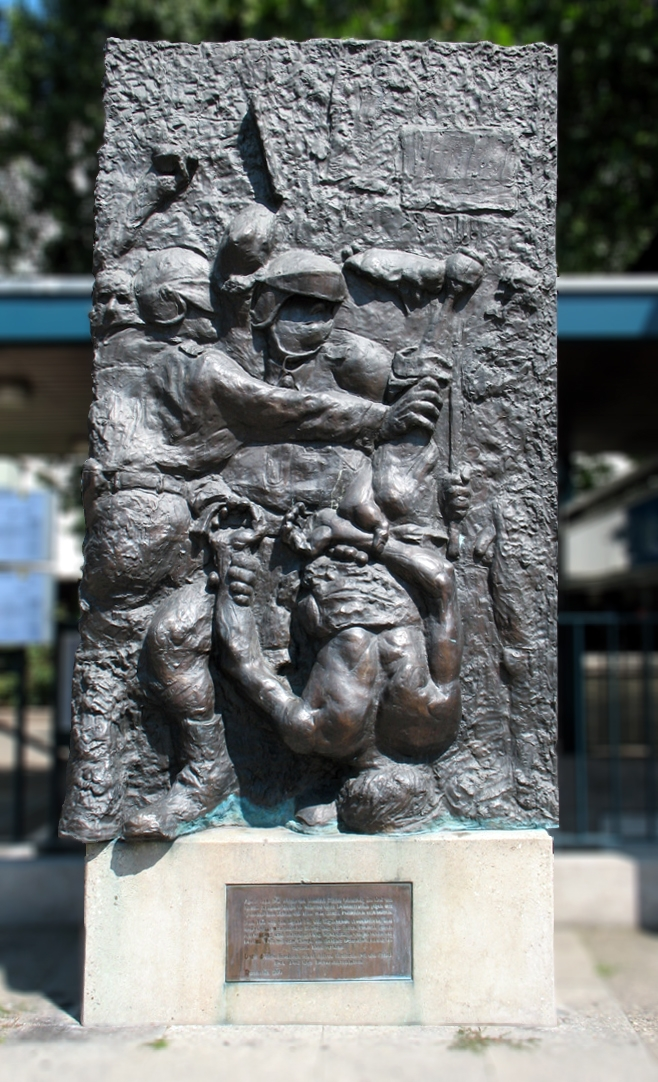
Der Tod des Demonstranten ("La morte del manifestante"): rilievo di Alfred Hrdlicka, presso la Deutsche Oper di Berlino, in memoria dell'assassinio.

Ulteriori eventi peggiorarono maggiormente la situazione. Il 2 giugno 1967, proteste pacifiche sfociarono in rivolte quando Mohammad Reza Pahlavi, lo Scià di Persia, visitò Berlino Ovest. A centinaia di pacifici sostenitori dello Scià si unì, con lo scopo di disturbare il normale corso della sua visita, un gruppo di finti sostenitori, armati di bastoni di legno, che fu lasciato libero di picchiare i manifestanti tedeschi. Dopo una giornata di rabbiose proteste da parte di un gruppo di estremisti marxisti persiani in esilio, ampiamente supportati dagli studenti tedeschi, lo Scià visitò la Deutsche Oper, dove si raccolse una folla di studenti in protesta. Durante le proteste dell'Opera, un poliziotto sparò alla testa dello studente tedesco Benno Ohnesorg.
Si scoprì poi che il poliziotto era da lungo tempo membro del Partito Socialista Unificato di Germania, il partito comunista della Germania dell'Est e aveva lavorato anche per la Stasi. Il poliziotto, Karl-Heinz Kurras, fu totalmente assolto nel successivo processo. Insieme con la percezione della brutalità della polizia e dello Stato, e con la diffusa opposizione alla guerra del Vietnam, la morte di Ohnesorg galvanizzò molti giovani tedeschi e diventò un punto di raduno per la nuova sinistra della Germania Ovest. Il Movimento berlinese 2 giugno, un gruppo anarchico militante, prese il nome per onorare la data della morte di Ohnesorg.
L'11 aprile 1968, Rudi Dutschke, un leader degli studenti, fu ferito con un colpo di pistola alla testa in un tentativo di assassinio da parte dell'estremista di destra Josef Bachmann. Benché gravemente ferito, Dutschke continuò il suo attivismo politico fino alla sua morte. Fu trovato morto nella sua vasca da bagno nel 1979, come conseguenza delle sue ferite. Il giornale Bild, di proprietà di Alex Springer, che titolò Stop Dutschke ora. Altrimenti è guerra civile fu accusato di essere il principale colpevole dell'escalation di violenza. Meinhof commentò: «Se qualcuno brucia un'automobile, questo è un atto criminale. Se qualcuno ne brucia cento, questa è un'azione politica».

## La formazione della RAF
Nella primavera del 1968 Gudrun Ensslin e Andreas Baader, assieme a Thorwald Proll e Horst Söhnlein, decisero di appiccare il fuoco a due grandi magazzini a Francoforte sul Meno in segno di protesta contro la guerra in Vietnam. Compirono l'attacco incendiario il 2 aprile 1968. Due giorni dopo, il 4 aprile 1968, furono arrestati. Tutti e quattro gli imputati furono condannati a tre anni di carcere per incendio doloso e tentata strage. Nel giugno del 1969, tuttavia, furono temporaneamente messi in libertà vigilata grazie a un'amnistia di cui godevano i prigionieri politici. In seguito, nel novembre dello stesso anno, la Corte costituzionale Federale tedesca richiese nuovamente la custodia in regime carcerario. Solo Horst Söhnlein rispettò l'ordine, mentre gli altri si diedero alla latitanza dirigendosi verso la Francia, dove rimasero per qualche tempo in una casa di proprietà del noto giornalista e rivoluzionario francese Régis Debray, famoso per la sua amicizia con Che Guevara e per l'analisi della teoria sulla guerriglia. Raggiunsero poi l'Italia, dove Horst Mahler fece loro visita e li incoraggiò a fare ritorno con lui in Germania per formare un gruppo clandestino di guerriglia.
La RAF fu costituita con l'intento di completare la pletora di gruppi rivoluzionari e radicali presenti in tutta la Germania occidentale e nel resto d'Europa e con il principio d'avere più coscienza di classe e di essere più determinata rispetto ad alcuni dei gruppi contemporanei. I membri e i simpatizzanti erano già associati con altre cellule rivoluzionarie e con il Movimento 2 giugno, le correnti radicali e altri fenomeni come il Collettivo Socialista dei Pazienti, la Kommune 1 e i Situazionisti.

### L'organizzazione militare
I protagonisti della RAF si addestrarono in Cisgiordania e a Gaza con i guerriglieri del Fronte Popolare per la Liberazione della Palestina (FPLP) e guardarono alla causa palestinese come a una fonte di guida e ispirazione. L'organizzazione e gli obiettivi si formarono parzialmente sul modello del movimento uruguayano dei Tupamaros il quale, sviluppatosi come un movimento di resistenza urbana, introdusse la lotta armata all'interno delle metropoli o delle città, invertendo fondamentalmente il concetto maoista-guevariano di un conflitto condotto in guerriglia che aveva base nelle aree rurali. Molti membri della RAF operavano attraverso un singolo contatto o conoscevano gli altri con i soli nomi in codice. Le azioni venivano svolte da unità commando, i cui membri venivano diretti da un capo cellula.
Nel 1969 il rivoluzionario brasiliano Carlos Marighella pubblicò il suo mini manuale sulla guerriglia urbana, in cui descrisse il guerrigliero urbano come: «( [...] ) Una persona che combatte la dittatura militare con le armi, utilizzando metodi non convenzionali. (...) Il guerrigliero urbano segue un obiettivo politico e attacca solo il governo, le grandi imprese e gli imperialisti stranieri.» L'importanza dell'addestramento con le armi leggere, il sabotaggio, l'espropriazione e la necessità di un luogo sicuro o di una sostanziale base di appoggio tra la popolazione urbana, furono tutti punti tratti dalla guida di Marighella. Questa pubblicazione aveva preceduto il 'Concetto della guerriglia urbana' di Meinhof, e successivamente influenzò i gruppi ribelli e guerriglieri di tutto il mondo. Sebbene alcuni dei sostenitori e membri della Rote Armee Fraktion potrebbero essere descritti come anarchici o libertari comunisti, i membri dirigenti del gruppo professavano in realtà un'ideologia in gran parte di stampo marxista-leninista. Le RAF evitarono di collaborare con gli stati comunisti anche se tuttavia alcuni membri ricevettero un sostegno intermittente oltre il confine, in Germania orientale.

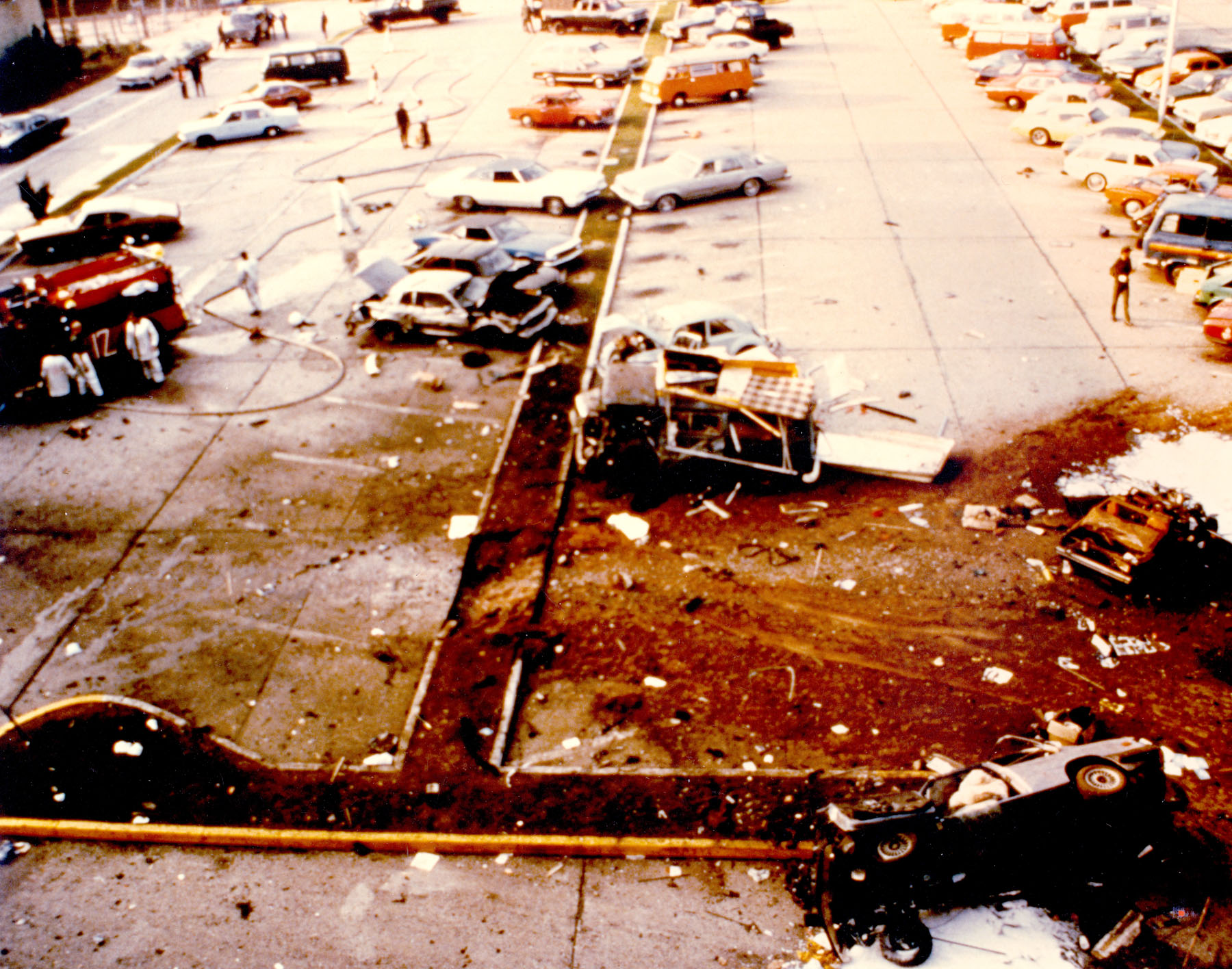
31 agosto 1981: la base aerea NATO di Ramstein, quartier generale della US Air Forces, dopo l'esplosione della bomba piazzata dalla RAF

Dopo il processo per gli attentati incendiari, Baader ed Ensslin vissero da latitanti. Baader fu però catturato nuovamente nell'aprile 1970. Il 14 maggio 1970, Baader fu fatto evadere grazie all'aiuto da parte di Meinhof e degli altri.
Nello stesso anno Baader, Ensslin, Mahler e Meinhof andarono quindi in Giordania per ricevere un breve addestramento alla guerriglia da parte del Fatah, del Fronte Popolare per la Liberazione della Palestina (FPLP) e dell'Organizzazione per la Liberazione della Palestina (OLP).
Fu scelto il nome Rote Armee Fraktion per chiarire che gli esponenti della RAF si ritenevano parte (Fraktion è traducibile come un "plotone", anche se talvolta con traduzione inaccurata è riportato Fazione) di un unico grande movimento di lotta marxista internazionale, al quale partecipavano organizzazioni di estrema sinistra di altri paesi.
Si suppone che anche Brigate Rosse abbiano avuto collegamenti con loro. Questa supposizione è confermata dalle memorie della brigatista Anna Laura Braghetti e da un'intervista a Mario Moretti.
La RAF venne sostenuta finanziariamente e logisticamente dalla Stasi, il servizio segreto della Germania orientale dopo l'autunno tedesco. In particolare venne offerta protezione a 9 militanti che dal 1977 volevano lasciare il gruppo. Essi vennero forniti di falsa identità e inseriti nella Germania Est. Furono scoperti solo dopo la caduta del muro di Berlino.

### Gli arresti del 1972 e la morte della Meinhof
Già a partire dal giugno 1972 i membri di spicco della formazione, tra cui i detti fondatori, vennero quasi tutti arrestati, ma mentre Baader e Meinhof si trovavano in carcere (fra il 1975 e il 1976) altri membri della RAF e di altre organizzazioni della lotta armata di sinistra realizzarono numerosi rapimenti, rapine e attentati.
Il 21 maggio 1975 iniziava nel frattempo il Processo di Stammheim che vedeva imputati Andreas Baader, Ulrike Meinhof, Gudrun Ensslin e Jan-Carl Raspe.
Il 9 maggio 1976 dopo anni di duro isolamento e di sciopero della fame collettivo da parte dei membri della RAF in protesta contro le condizioni della loro detenzione che ritenevano inumane, Ulrike Meinhof fu trovata morta nella sua cella di prigione. La commissione internazionale indipendente formatasi per far luce sulle cause della morte sostenne che Ulrike fosse stata appesa già morta alla finestra cui fu trovata impiccata.

## "Autunno tedesco" del 1977: Il sequestro Schleyer e il dirottamento Lufthansa

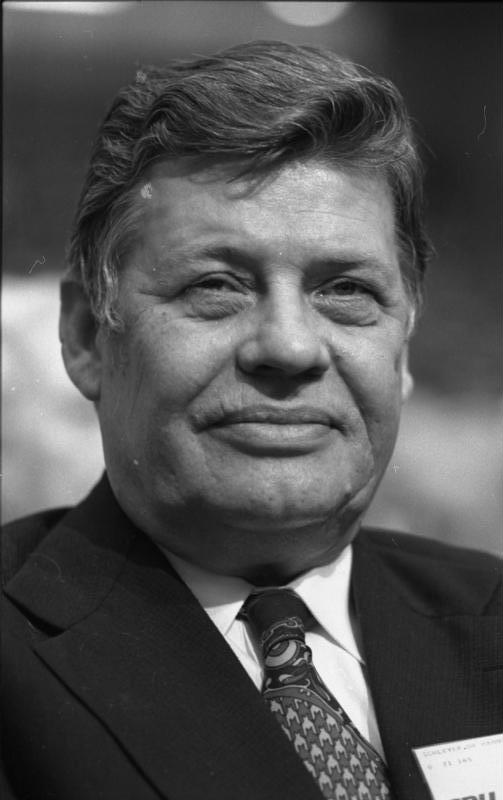
Hanns-Martin Schleyer

Il 5 settembre 1977, con una sanguinosa operazione in cui furono assassinati i tre agenti di polizia della scorta e il suo autista, la RAF rapì a Colonia il presidente della Confindustria tedesco-occidentale Hanns-Martin Schleyer; già membro del Partito Nazista, il sequestrato era stato gestore delle industrie del protettorato di Boemia e Moravia al tempo dell'occupazione tedesca e successivamente membro della CDU.
L'agguato e il sequestro furono opera del cosiddetto Kommando Siegfrid Hausner, composto da Sieglinde Hofmann, Willy Peter Stoll, Stefan Wisniewski e Peter-Jürgen Boock.

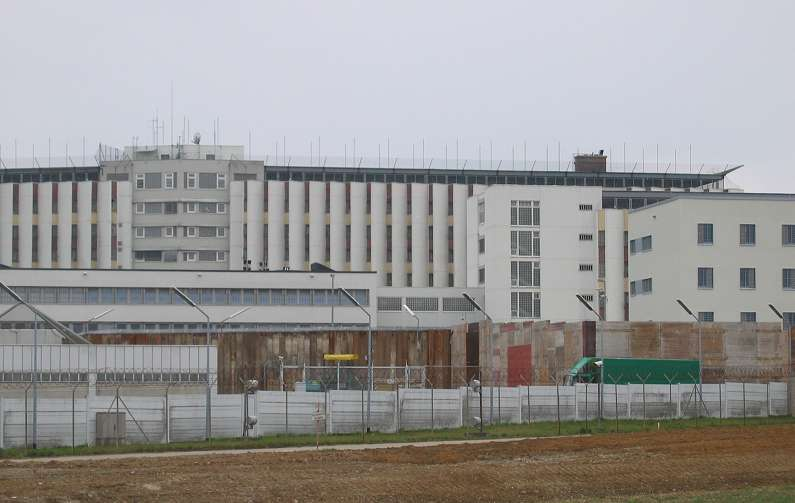
Il carcere di Stammheim

Il 13 ottobre, a Palma di Maiorca, durante il sequestro di Schleyer, un gruppo di quattro terroristi palestinesi dirottò un Boeing 737 della Lufthansa, prendendo in ostaggio 91 persone. La RAF pretendeva la liberazione dei propri capi in cambio della vita degli ostaggi dell'aereo e dell'industriale tedesco. Il governo tedesco non si piegò al ricatto dei terroristi e il 17 ottobre con un'azione di forza, operata dalla squadra anti-terrorismo GSG-9, assaltò l'aereo uccidendo tre terroristi e ferendo la quarta dirottatrice dell'aereo, che era fermo sulla pista dell'aeroporto di Mogadiscio, e liberando gli ostaggi.
La stessa notte, Andreas Baader, Gudrun Ensslin, Jan-Carl Raspe e Irmgard Möller secondo la versione ufficiale, si sarebbero suicidati nel carcere di Stammheim. Baader ed Ensslin morirono nelle loro celle, Raspe dopo essere stato portato in ospedale, mentre la Möller, ferita da alcune coltellate al petto, sopravvisse (uscì di prigione nel 1994). La stessa Möller è autrice di un libro nel quale smentisce la versione di stato sul "suicidio collettivo".
Il 19 ottobre, con una lettera inviata al giornale francese Libération, la RAF annunciò di aver posto fine, dopo 43 giorni, alla "miserabile e corrotta esistenza" di Hanns-Martin Schleyer.

## Ultimi anni
Dopo le morti dei fondatori del gruppo, le due successive generazioni della RAF continuarono la lotta armata, unendo poi le loro forze con i resti del Movimento 2 giugno, un'altra organizzazione discioltasi poi nel 1980.Nel 1984, i membri della terza generazione della RAF si allearono anche con il gruppo francese Action directe e nel 1988 con le italiane Brigate Rosse. 
Una bomba che distrusse una prigione a Weiterstadt nel 1993 risulterebbe essere stato l'ultimo colpo di coda della RAF. L'epilogo della RAF ebbe luogo nell'aprile del 1998, quando una lettera, recapitata alla Reuters, dichiarava:
La RAF era ufficialmente disciolta.
Circa un anno dopo, per la precisione nel settembre del 1999, a Vienna venne ucciso dalla polizia durante un agguato Horst Ludwig Meyer, uno degli ultimi dirigenti della RAF ancora latitanti. Assieme a lui era la moglie Barbara, anch'essa una ex dirigente della organizzazione, che fu poi arrestata. I due erano in possesso di passaporti italiani falsi.

## Le morti in carcere: la teoria degli omicidi di Stato
Immediatamente dopo la notizia della morte dei leader storici sono sorti sospetti sulla tesi del suicidio ipotizzando un assassinio da parte di agenti della Repubblica Federale Tedesca, un'ipotesi molto trattata in letteratura e nella filmografia tedesca. La motivazione dei sostenitori di quest'ipotesi verte sul fatto che l'ala speciale della prigione adibita a detenuti speciali era stata garantita come assolutamente sicura e che assai difficilmente essi avrebbero potuto avere delle armi. Inoltre non si spiega come i vari membri abbiano potuto comunicare sotto costante sorveglianza e di conseguenza progettare un "suicidio di gruppo". Non si spiega nemmeno come potessero portare armi con sé visto che furono spostati più volte in celle "vergini".
La Möller ricevette quattro ferite di arma da taglio con incrinazione di una costola e versamento al polmone, qualcosa che sembra impossibile possa essersi fatta da sola. Nella cella infatti gli unici strumenti indicati come possibile causa erano un coltello stondato da burro e delle forbicine da unghie.
Indagini di stato hanno ipotizzato la possibilità che degli avvocati avrebbero rifornito il gruppo di armi e di attrezzature malgrado l'alta sicurezza. Tali dichiarazioni, così come quelle di piani collettivi di suicidio, si basano solo sulle dichiarazioni di dissociati che le hanno barattate con sostanziosi sconti di pena e nuove identità.

## Critiche
I testi scritti dei terroristi RAF non sono stati discussi in pubblico. A parlarne è stato Daniel Cohn-Bendit sull'ARD riguardo alla morte di Schleyer e in parte anche per molte opinioni critiche. Questi testi erano poco diversi dalle scritture della RAF trattate nel dibattito pubblico e a volte screditate dalle posizioni di "Simpatizzanti" dei terroristi.
Teoria e pratica della RAF furono condannati da rilevanti intellettuali di sinistra del tempo, tra cui Rudi Dutschke, che ha parlato della stupidità della RAF nei suoi diari e ha detto:
(Rudi Dutschke)
Dopo l'invasione della RAF presso l'ambasciata tedesca di Stoccolma, ha detto Herbert Marcuse, le cui scritture avevano influenzato il movimento degli studenti, in un'intervista all'ARD su questioni quali se la RAF non poteva contare su di lui, e se i terroristi erano fuori convinzione politica:
(Herbert Marcuse)
Anche un altro filosofo di sinistra, Jean-Paul Sartre (inizialmente marxista-leninista-maoista, poi anarco-comunista), criticò la RAF. Andò a trovare Andreas Baader per motivi umanitari, mentre era detenuto a Stammheim in isolamento ma gli chiese di dichiarare finita la lotta armata, poiché non praticabile in Europa e dannosa per la causa della sinistra e del marxismo. Baader però rifiutò la proposta di Sartre.

## Commando noti
Di seguito è riportato un elenco di tutte le unità Commando note della RAF; la maggior parte delle unità sono intitolate a membri deceduti del gruppo, mentre gli altri a membri deceduti di gruppi militanti di sinistra internazionali come le Pantere nere, l'Irish National Liberation Army, le Brigate Rosse ed altre.
- 15 luglio Commando
- 2 giugno Commando
- Andreas Baader Commando
- Ciro Rizzato Commando
- George Jackson Commando
- Gudrun Ensslin Commando
- Holger Meins Commando
- Ingrid Schubert Commando
- Jan-Carl Raspe Commando
- José Manuel Sevillano Commando

- Katharina Hammerschmidt Commando
- Khaled Aker Commando
- Manfred Grashof Commando
- Mara Cagol Commando
- Patsy O'Hara Commando
- Petra Schelm Commando
- Siegfried Hausner Commando
- Sigurd Debus Commando
- Thomas Weissbecker Commando
- Ulrich Wessel Commando

- Ulrike Meinhof Commando
- Vincenzo Spanò Commando
- Wolfgang Beer Commando

## Azioni e scontri
| Data                             | Luogo                                                 | Azione | Note |  |
| -------------------------------- | ----------------------------------------------------- | --- | --- |  |
| 22 ottobre 1971                  | Amburgo                                               | Uccisione di un poliziotto | Il membro della RAF Gerhard Müller uccise un poliziotto mentre era inseguito. Poco dopo viene arrestata Margrit Schiller che era rimasta nei paraggi.. Il poliziotto Heinz Lemke venne ferito a un piede, mentre il poliziotto Norbert Schmid, 33 anni, venne ucciso e fu la prima vittima attribuita alla RAF. |  |
| 22 dicembre 1971                 | Kaiserslautern                                        | Uccisione di un poliziotto | L'ufficiale di polizia trentaduenne Herbert Schoner venne colpito da alcuni membri della RAF durante una rapina in banca. I quattro militanti fuggirono con un bottino di 134.000 Marchi tedeschi. |  |
| 11 maggio 1972                   | Francoforte sul Meno                                  | Attentato dinamitardo a una caserma statunitense | L'ufficiale statunitense Paul A. Bloomquist rimase ucciso. |  |
| 12 maggio 1972                   | Augusta e Monaco di Baviera                           | Attentato dinamitardo contro una stazione di polizia di Augusta e la sede dell'Agenzia Bavarese di Stato di Investigazioni Criminali a Monaco | L'azione, durante la quale vennero feriti cinque ufficiali di polizia, fu rivendicata dal commando Tommy Weissbecker (militante assassinato il 2 marzo in un agguato nella stessa città). |  |
| 16 maggio 1972                   | Karlsruhe                                             | Attentato esplosivo contro l'automobile del giudice federale Buddenberg | La moglie del magistrato era al volante e rimase ferita. L'azione fu rivendicata dal gruppo di fuoco Manfred Grashof (militante arrestato tempo prima). |  |
| 19 maggio 1972                   | Amburgo                                               | Attentato contro l'Axel Springer Verlag | 17 feriti. Ilse Stachowiak venne coinvolta nell'azione. |  |
| 24 maggio 1972 18:10CET          | Heidelberg                                            | La RAF fece esplodere una bomba all'entrata del Circolo Ufficiali e subito dopo un altro ordigno davanti all'Army Security Agency (ASA) statunitense, presso la Caserma Campbell. Vennero coinvolti negli attentati: Irmgard Möller, Angela Luther, Andreas Baader, Ulrike Meinhof, Gudrun Ensslin, Holger Meins e Jan-Carl Raspe | Tre morti (Ronald A. Woodward, Charles L. Peck e il Capitano Clyde R. Bonner), cinque feriti. Rivendicato dal Commando 15 luglio (in onore di Petra Schelm). Secondo il pentito Gerhard Müller (ma non vi furono riscontri) l'esecutrice fu Irmgard Möller. |  |
| 24 aprile 1975                   | Stoccolma                                             | Occupazione dell'Ambasciata della Repubblica Federale Tedesca | Attacco con esplosivi all'ambasciata, che ne risultò devastata, per eliminare i due membri della RAF, Ulrich Wessel e Siegfried Hausner, che avevano compiuto l'occupazione. L'assalto con l'esplosivo uccise anche i due ostaggi (Andreas von Mirbach e Heinz Hillegaart). Siegfried Hausner fu estradato in fin di vita e morì pochi giorni dopo nell'infermeria del carcere di Stammheim. |  |
| 7 maggio 1976                    | Sprendlingen vicino a Offenbach                       | Assassinio di un agente di polizia | Il ventiduenne Fritz Sippel fu colpito alla testa mentre controllava la carta d'identità di un membro della RAF. |  |
| 4 gennaio 1977                   | Gießen                                                | Attacco contro la 42 brigata USA di artiglieria di campo a Gießen In un attacco non riuscito contro la base dell'esercito di Gießen, la RAF cercò di prendere o distruggere armi nucleari | In un fallito attacco contro la base militare Gießen, la RAF cercò di catturare o distruggere le armi nucleari presenti. Un attacco diversivo su un serbatoio di carburante non accese pienamente il combustibile, e l'assalto alla sala d'armi sarebbe stato poi respinto, con diversi membri della RAF uccisi nel conflitto a fuoco che ne derivò. La presenza di testate statunitensi sul suolo tedesco era segreta e ufficialmente negata, e l'episodio fu censurato. Il generale William Burns, che comandava la base nel 1977, dettagliò l'attacco in una intervista del 1996.                                                                      |  |
| 7 aprile 1977                    | Karlsruhe                                             | Assassinio del procuratore-generale federale Siegfried Buback | Furono uccisi anche l'autista e un passeggero. Rivendicato dal commando Ulrike Meinhof (morta in circostanze oscure in carcere il 9 maggio 1976). Questo caso fu attualizzato dopo la commemorazione dei 30 anni nell'aprile 2007 quando l'informazione del membro della RAF Peter-Jürgen Boock trapelò nei media. |  |
| 30 luglio 1977                   | Oberursel (Taunus)                                    | Il direttore della Dresdner Bank, Jürgen Ponto, viene ucciso in casa sua dopo un tentato rapimento | |  |
| 13-18 ottobre 1977               | Palma di Maiorca resp. Mogadiscio, Somalia            | Dirottamento di un Boeing 737 Lufthansa | Tre dirottatori uccisi, il dirottamento venne interrotto da un commando di GSG 9 con l'operazione detta Operation Feuerzauber. |  |
| 5 settembre 1977 18 ottobre 1977 | Colonia resp. Mulhouse                                | Hanns-Martin Schleyer, presidente della Confindustria tedesco-occidentale, viene rapito e ucciso | Tre agenti di polizia e l'autista vengono uccisi durante il rapimento dai componenti del Kommando Siegfrid Hausner, Sieglinde Hofmann, Willy Peter Stoll, Stefan Wisniewski e Peter-Jürgen Boock. |  |
| 22 settembre 1977                | Utrecht, Paesi Bassi                                  | Sparatoria in un bar | Arie Kranenburg (46), poliziotto olandese. |  |
| 24 settembre 1978                | Una foresta vicino a Dortmund                         | Uccisione di un agente di polizia | Tre membri della RAF (Angelika Speitel, Werner Lotze e Michael Knoll) erano impegnati in esercitazioni di tiro quando vennero aggrediti dalla polizia. Ne seguì una sparatoria nella quale il poliziotto (Hans-Wilhelm Hans, 26) fu ucciso, e uno dei militanti (Michael Knoll) fu ferito in modo così grave da morire poco dopo. |  |
| 1º novembre 1978                 | Kerkrade                                              | Scontro armato con quattro funzionari doganali | Dionysius de Jong (19) fu ucciso a colpi d'arma da fuoco, Johannes Goemanns (24) morì successivamente a causa delle ferite riportate quando i due furono coinvolti in uno scontro armato con alcuni membri della RAF, (Adelheid Schulz e Rolf Heissler), che stavano cercando di attraversare illegalmente il confine olandese. |  |
| 25 giugno 1979                   | Mons, Belgio                                          | Alexander Haig, Comandante Supremo delle Forze Alleate della NATO scampa a un attentato | |  |
| 31 agosto 1981                   | Ramstein-Miesenbach                                   | Una grande autobomba esplode nel parcheggio della base americana di Ramstein | |  |
| 15 settembre 1981                | Heidelberg                                            | Tentativo non riuscito di attaccare con un lanciarazzi l'auto del Comandante dell'esercito USA in Germania Ovest Frederick J. Kroesen. Elementi coinvolti conosciuti: Brigitte Mohnhaupt e Christian Klar | |  |
| 18 dicembre 1984                 | Oberammergau                                          | Tentativo non riuscito di bombardare una scuola per ufficiali della NATO. L'autobomba fu scoperta e disinnescata | Un totale di dieci episodi seguita il mese successivo, contro gli Stati Uniti, Gran Bretagna e gli obiettivi francesi. |  |
| 1º febbraio 1985                 | Gauting                                               | Sparatoria | Ernst Zimmerman, capo del MTU ucciso in casa sua con un colpo di arma da fuoco alla testa. |  |
| 8 agosto 1985                    | Base aerea Rhein-Main (vicino a Francoforte sul Meno) | Un pulmino Volkswagen viene fatto esplodere nel parcheggio di fronte al palazzo del comandante della base | Due persone vennero uccise: l'aviatore di Prima Classe Frank Scarton e Becky Bristol, un'impiegata civile degli Stati Uniti che era anche coniuge di un arruolato nell'US Air Force. Un monumento in granito segna il luogo dove morirono. Venti persone vennero ferite. Il soldato speciale Edward Pimental venne rapito e ucciso la notte prima per avere la sua carta di identità militare che venne usata per accedere alla base. L'organizzazione armata francese Action Directe è sospettata di aver collaborato con la RAF in questo attacco. Birgit Hogefeld e Eva Haule sono stati condannati per la loro partecipazione a questo attacco.       |  |
| 9 luglio 1986                    | Straßlach (vicino a Monaco di Baviera)                | Autobomba uccide il manager Siemens Karl Heinz Beckurts e l'autista Eckhard Groppler | |  |
| 30 novembre 1989                 | Bad Homburg v. d. Höhe                                | Bombardamento della macchina che trasporta il presidente della Deutsche Bank Alfred Herrhausen | Il caso è rimasto aperto per lungo tempo, il delicato metodo impiegato sconcertò i procuratori tedeschi, in quanto non poteva provenire da guerriglieri come la RAF. Inoltre, tutti i sospetti della RAF non poterono essere accusati, avendo degli alibi. Tuttavia, il caso ha ricevuto nuova luce dalla fine del 2007 dalle autorità tedesche poiché si ipotizza che la Stasi, la polizia segreta della Germania Est, abbia svolto un ruolo nell'assassinio di Herrhausen, dato che il metodo di bombardamento era analogo a quello che venne sviluppato dalla Stasi.                                                                                   |  |
| 1º aprile 1991                   | Düsseldorf                                            | Assassinio di Detlev Karsten Rohwedder, in casa sua a Düsseldorf | Come capo della Treuhandanstalt, ente istituito dal governo tedesco per la privatizzazione delle maggiori attività di proprietà statale nella ex Germania Est, Rohwedder era incaricato di privatizzare le attività della ex Repubblica democratica tedesca. |  |
| 27 marzo 1993                    | Weiterstadt                                           | Attacchi con esplosivi nel cantiere di costruzione di una prigione. Danni per 123 milioni di marchi (oltre 50 milioni di euro) | Il mese successivo ci fu un agguato organizzato dai servizi grazie a un infiltrato (Klaus Steinmetz) ai danni di due membri della RAF: Birgitte Hogefeld e Wolfgang Grams. Al momento dell'"alt" Grams, dandosi alla fuga, uccide un poliziotto (Michael Newerzella) prima di essere ferito e cadere inerme sui binari. È ucciso con un colpo alla nuca, che secondo la testimonianza di una donna presente alla scena, poi ritrattata in sede processuale, è stato esploso da un poliziotto accorso, mentre secondo un'improbabile versione ufficiale - che le indagini hanno mostrato incoerente e con molti punti oscuri - si tratterebbe di suicidio. |  |

## Filmografia
- Germania in autunno (Deutschland im Herbst), regia collettiva (1978)
- La terza generazione (Die dritte Generation), regia di Rainer Werner Fassbinder (1979)
- Anni di piombo (Die bleierne Zeit), regia di Margarethe von Trotta (1981)
- Stammheim - il caso Baader-Meinhof (Stammheim), regia di Reinhard Hauff (1986) Ricostruzione del processo al gruppo storico svolto nell'omonimo carcere di massima sicurezza. Sono presenti alcune versioni sottotitolate difficili da reperire.
- Die Reise, regia di Markus Imhoof (1986)
- Todesspiel, regia di Heinrich Breloer (1997)
- Das Phantom, regia di Dennis Gansel (1997)
- Raus aus der Haut, regia di Andreas Dresen (1997)
- Im Fadenkreuz – Deutschland & die RAF, regia collettiva (1997)
- The State I Am In, regia di Christian Petzold (2000)
- Il silenzio dopo lo sparo (Die Stille nach dem Schuß), regia di Volker Schlöndorff (2000)
- Black Box BRD, regia di Andres Veiel (2001)
- Baader-Meinhof: In Love with Terror, Storbritannia (2002)
- Baader, regia di Christopher Roth (2002)
- Starbuck Holger Meins, regia di Gerd Conradt (2003)
- Stockholm 75, regia di David Arnowitsch (2003)
- Andreas Baader - Der Staatsfeind, di Klaus Stern (2003)
- La banda Baader Meinhof (Der Baader Meinhof Komplex), regia di Uli Edel (2008)